# Time Table
«Time Table» (en castellano: Tabla de tiempo) es una canción del grupo inglés Genesis aparecida en el álbum Foxtrot del año 1972. Genesis jamás ha interpretado esta canción en vivo en ninguna de sus giras.
La canción es una especie de madrigal donde se habla tristemente sobre reyes y reinas de otros tiempos, pero la voz pesimista de Gabriel hace recordar que siempre, aunque pase el tiempo, habrá reyes y también opresores, aquí destaca también un tema romántico que anhela la tradición y la decencia.
Si bien la canción fue completamente olvidada por el grupo y nunca fue interpretada en vivo, otras canciones como "Can-Utility and the Coastliners" y "Horizons" sí fueron interpretadas en vivo.